# مرکز تمرینات المپیک ایالات متحده آمریکا
مرکز تمرینات المپیک ایالات متحده آمریکا (به انگلیسی: United States Olympic Training Center) نام تاسیساتی است که تیمهای مختلف ملی ورزشی کشور آمریکا در آن به منظور آماده سازی برای مسابقات جهانی المپیک و پارا المپیک به‌طور دائم به اردو می روند.
این تاسیسات در شهر کوهپایه ای کلرادو اسپرینگز قرار دارد، اما به منظور تنوع اقلیمی دو مرکز دیگر نیز یکی در غرب کشور (گرم و خشک) و دیگری در کرانه شرقی (معتدل اما مرطوب) کشور آمریکا قرار دارند:
- تاسیسات شرق: لیک پلاسید، نیویورک
- تاسیسات غرب: چولا ویستا، کالیفرنیا

بازدید از این مراکز همواره برای عموم آزاد بوده است.

## نگارخانه

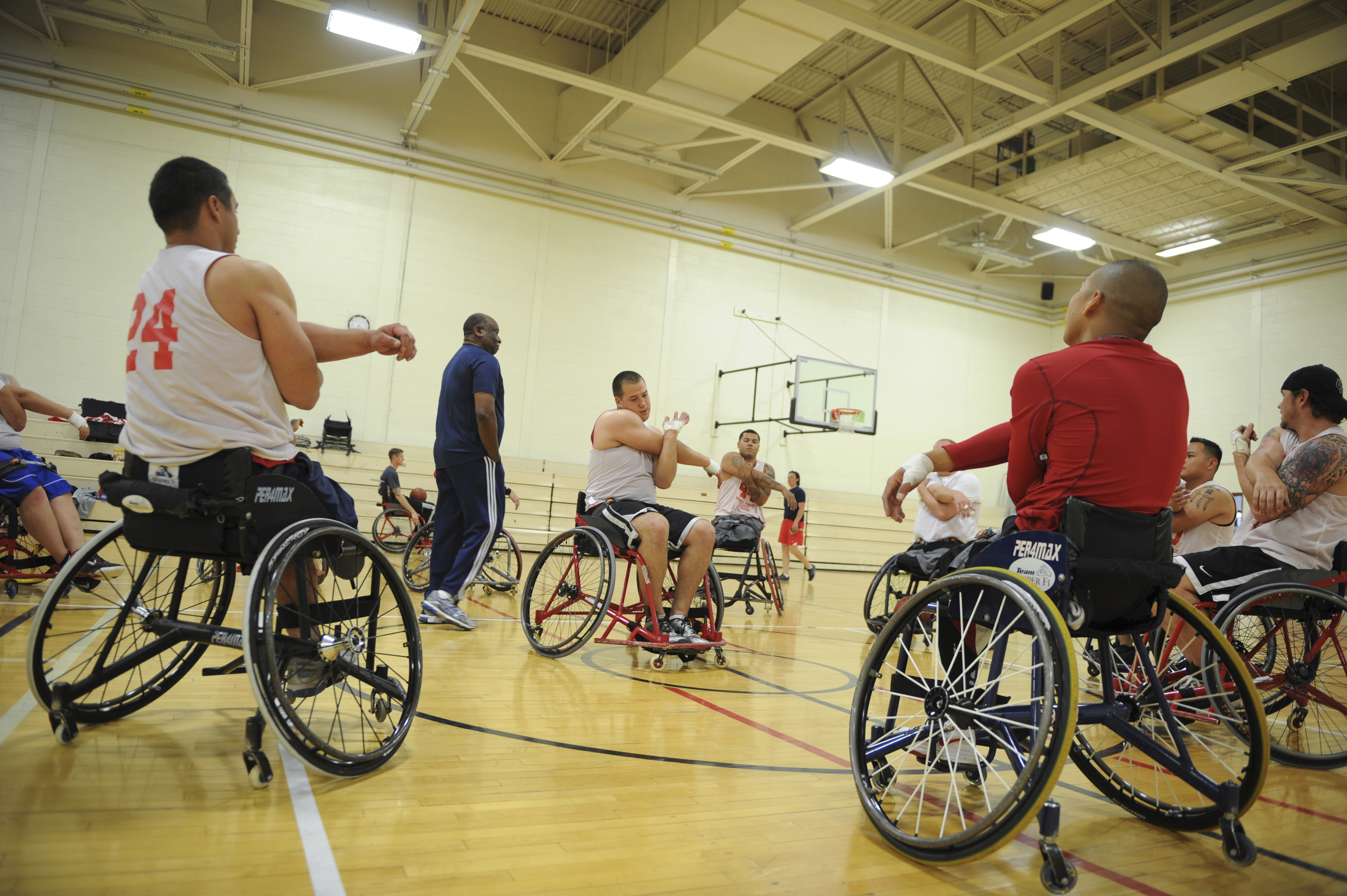
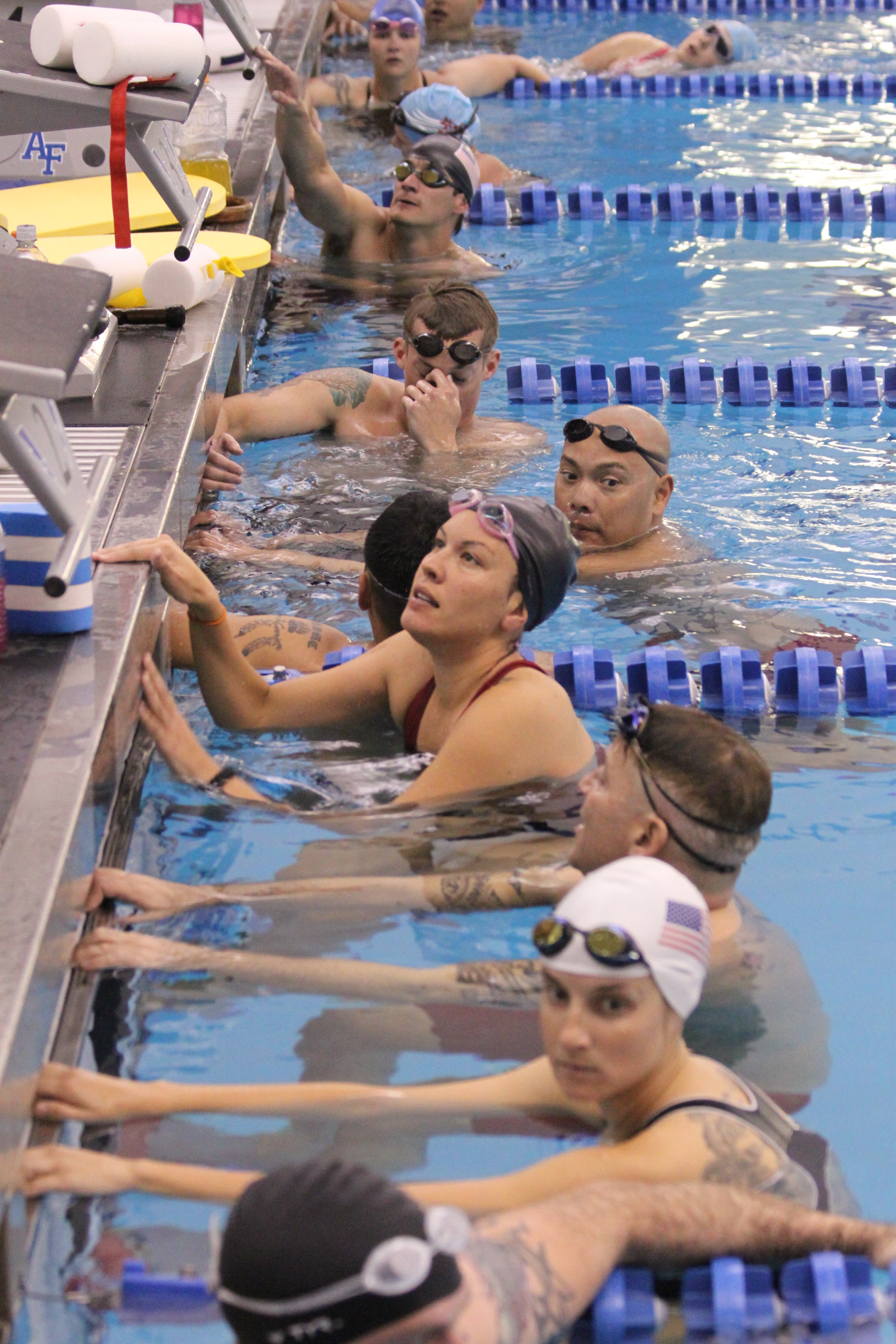
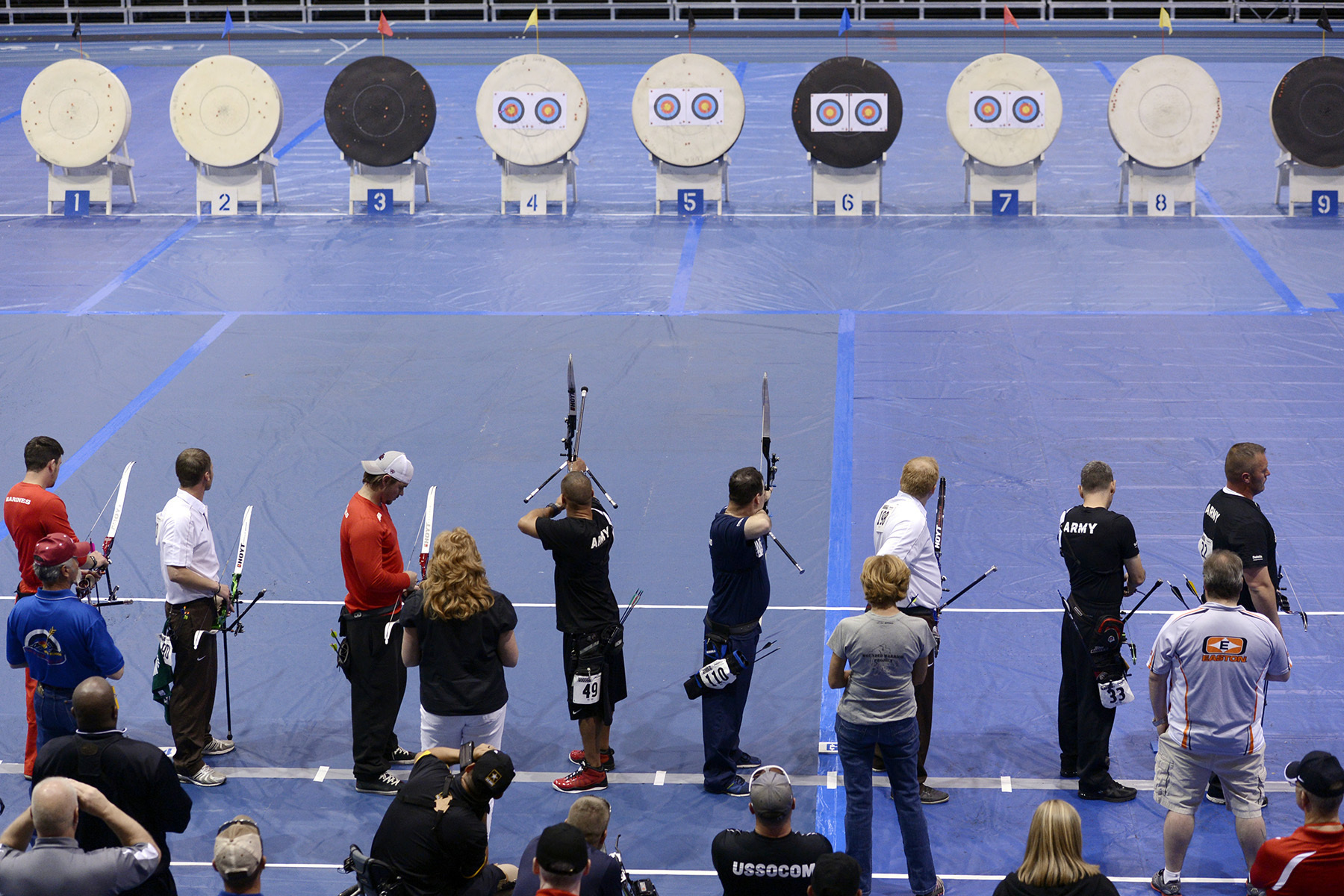
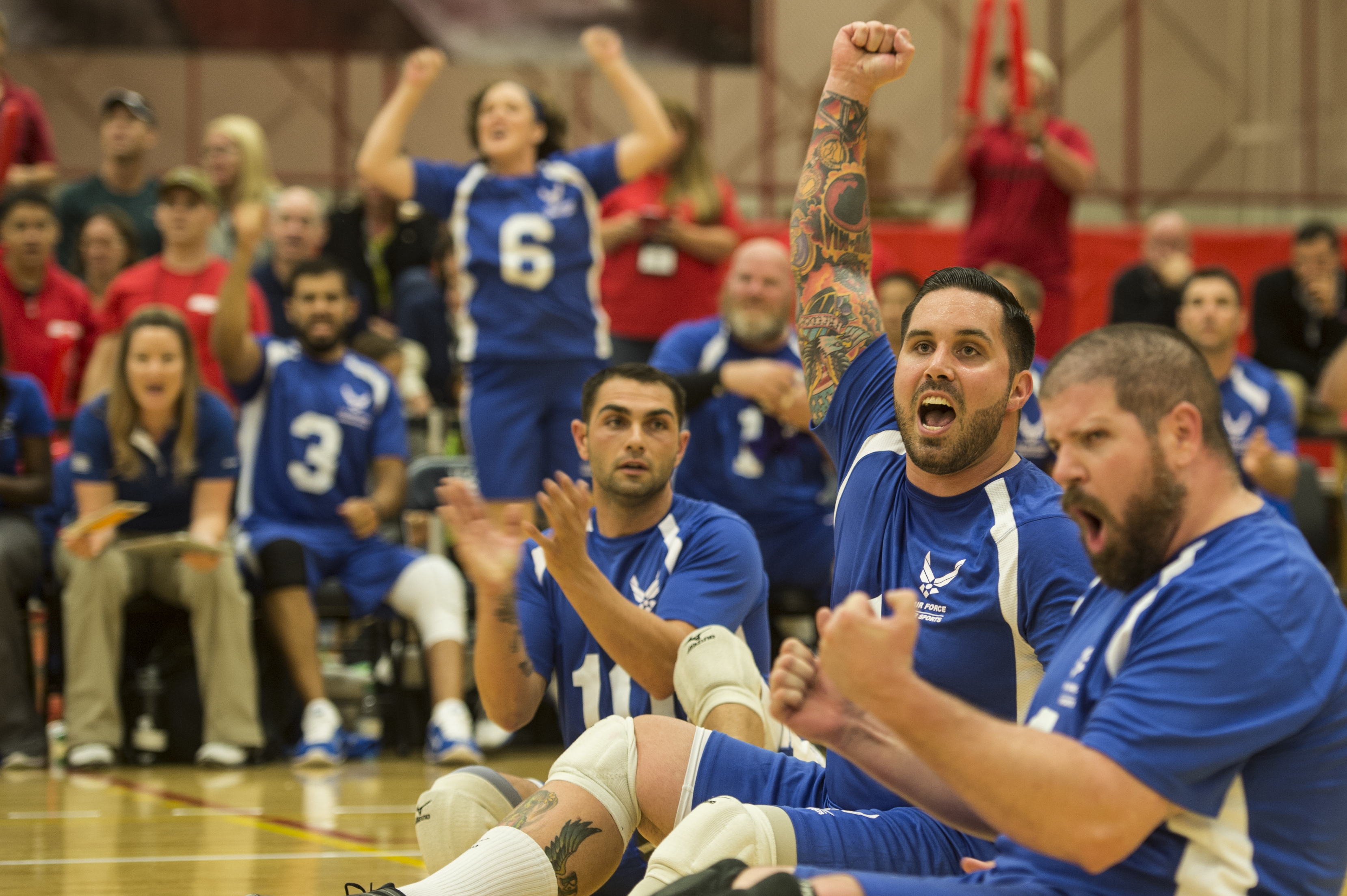
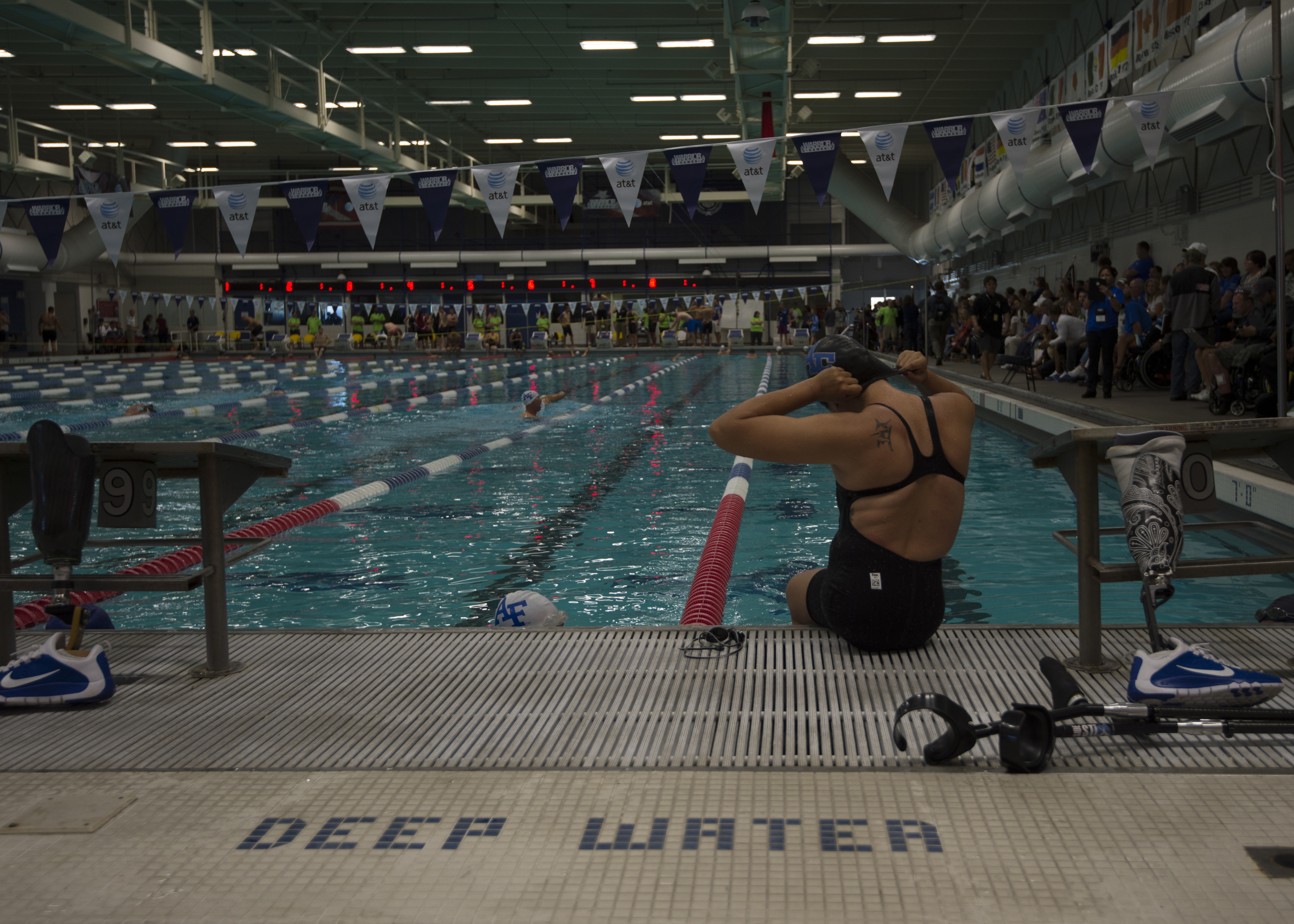
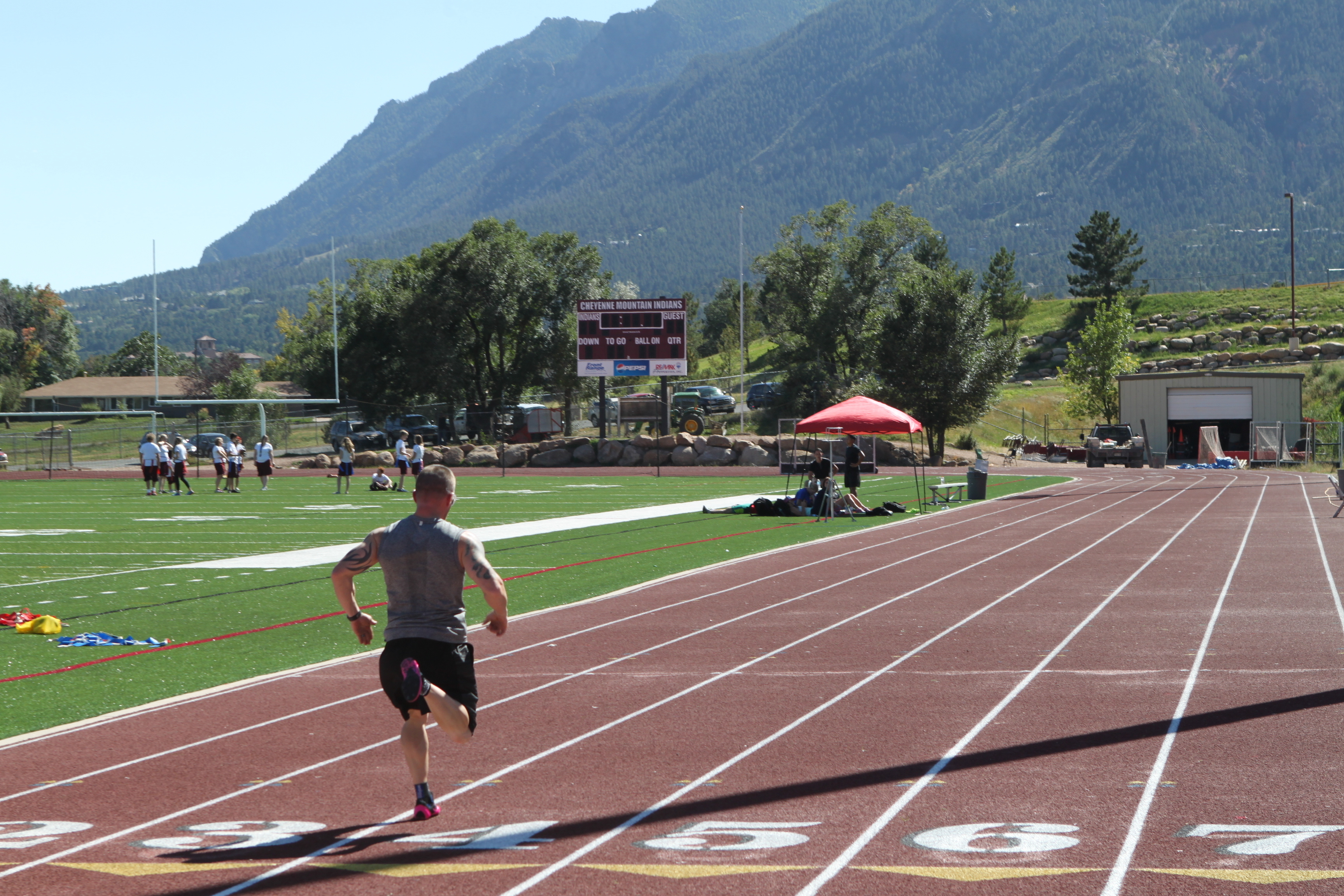